# Amén de Dresde
El Amén de Dresde o en original alemán Dresdner Amen es una secuencia de seis notas cantadas por los coros litúrgicos durante los servicios religiosos en el estado alemán de Sajonia desde finales del siglo XVIII y principios del siglo XIX. El motivo se utilizó por primera vez en la ciudad de Dresde y está asociado particularmente con ella.

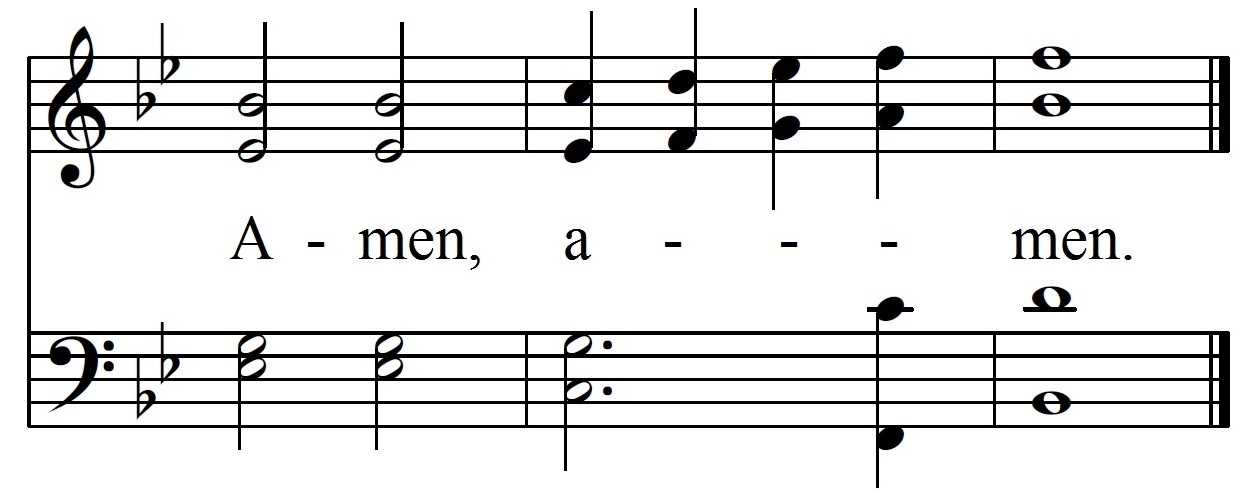
Amén de Dresde.

Se ha utilizado de varias formas en importantes composiciones musicales del período romántico desde el siglo XIX, como fórmula para evocar asociaciones religiosas.

## Origen
El Amén de Dresde se cantaba en la misa de la Iglesia de la Corte Católica de Dresde desde la segunda mitad del siglo XVIII. El coro respondía, en nombre de la congregación, con el Amén, pero también con “et cum spiritu tuo” y “Deo gratias”.

## Composición
El Amén de Dresde fue compuesto por Johann Gottlieb Naumann (1741–1801), que desde 1764 ostentaba el título de "compositor de iglesias" en la corte de Dresde, para utilizarlo en la Capilla Real. Tal fue su popularidad que se extendió a otras iglesias, tanto católicas como luteranas, en Sajonia. El Amén de Dresde es en realidad la segunda y la tercera parte de un triple amén.

## En música clásica
Félix Mendelssohn utilizó el Amén de Dresde en su quinta sinfonía, la 'Reforma'. En el primer movimiento, el tema aparece, como un gesto musical de elevación, en las cuerdas:

El tema también fue utilizado por Richard Wagner, sobre todo en su última ópera, Parsifal. Wagner fue maestro de capilla en Dresde de 1842 a 1849, pero probablemente habría aprendido el motivo cuando era un niño que asistía a la iglesia en Dresde. Lo incorporó también en una de sus primeras óperas, Das Liebesverbot, y también aparece en el tercer acto de Tannhäuser.
Anton Bruckner utilizó el Amén en varios motetes (Christus factus est WAB 11, Virga Jesse WAB 52 y Vexilla regis WAB 51), el final de su Quinta Sinfonía y el Adagio de su última sinfonía, la Novena, mientras que Gustav Mahler lo incorporó en el último movimiento de su primera sinfonía, Titán.
Manuel de Falla lo citó en su música incidental para El gran teatro del mundo de Calderón de la Barca. Alexander Scriabin insertó un tema que recuerda al Amen de Dresde en el primer movimiento (Luttes ["Luchas"]) de su Tercera Sinfonía.
El poema tonal de Eric Ball, The Kingdom Triumphant, una imagen musical de la primera y segunda venida de Cristo lo utiliza antes de la presentación del himno Helmsley con sus palabras asociadas 'Lo, He Comes With Clouds Descending'. Carl Davis usó el Amén de manera prominente en su partitura para la reedición, con sonido agregado, de la película muda de 1925, Ben-Hur, particularmente en escenas que muestran la vida de Cristo.
John Sanders basó sus Responses for Evensong en el Amén de Dresde. Igor Stravinsky inicia el tercer movimiento de la Sinfonía de los Salmos con una versión abreviada del Amén de Dresde, terminando con un acorde dominante en la nota del pedal tónico.